# Estatuas de Kamehameha

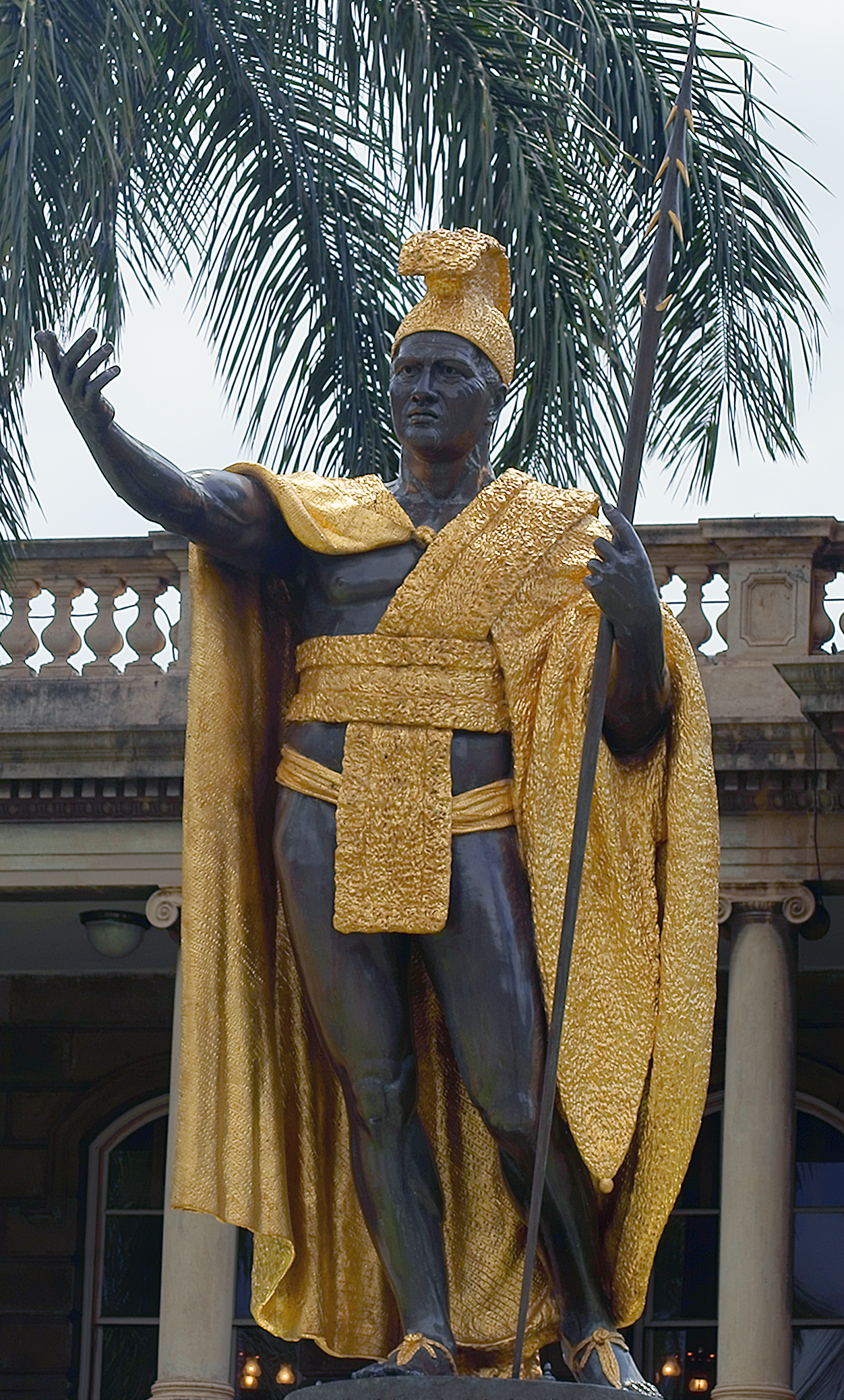
Estatua de Kamehameha ubicada frente al Ali'iolani Hale

Las estatuas de Kamehameha I son una serie de obras distribuidas a lo largo de Estados Unidos, especialmente en Hawái, que homenajean a Kamehameha I, fundador del Reino de Hawái.

## Obra original

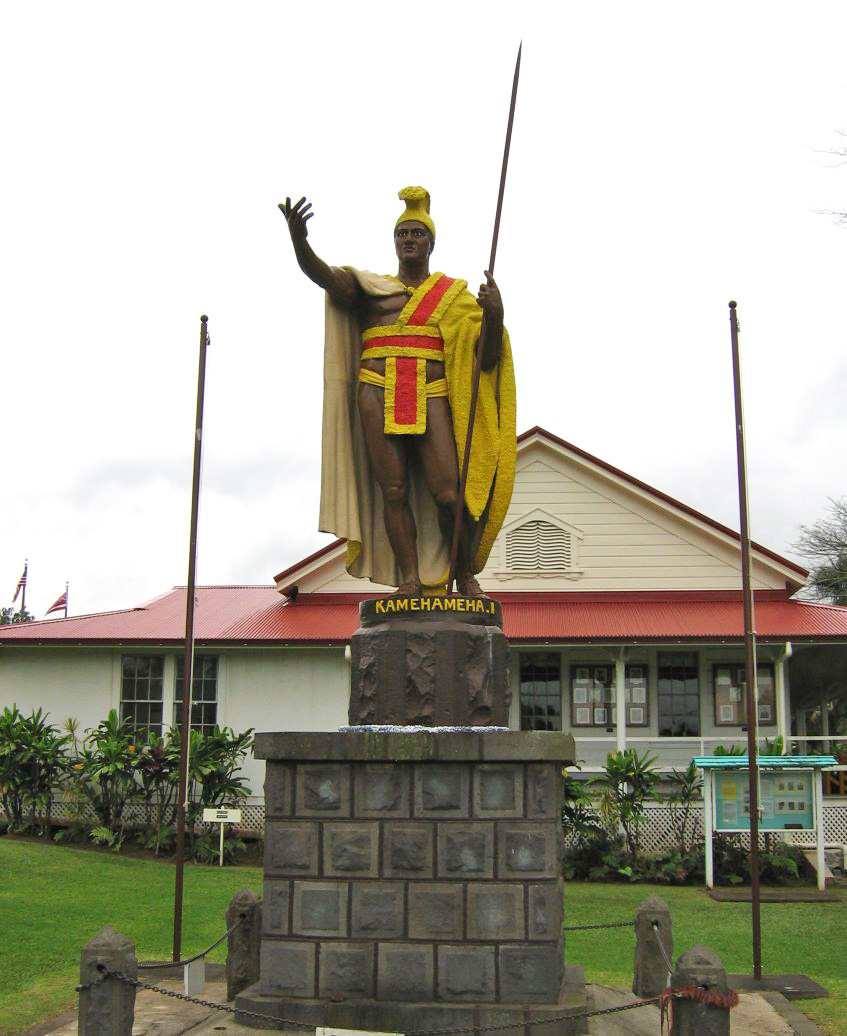
Versión original de la estatua, en Kapaau, Kohala

La estatua se originó en 1878 cuando Walter M. Gibson, miembro del gobierno hawaiano en ese momento, quiso conmemorar la efeméride de los 100 años de la llegada del capitán Cook a las islas hawaianas. La legislatura asignó $ 10,000 para el proyecto y nombró a Gibson como director del proyecto. Originalmente el equipo incluía a nativos hawaianos, pero pronto abandonaron el proyecto y Gibson lo dirigió él solo. Para crear la estatua se puso en contacto con Thomas R. Gould, un escultor de Boston que vivía en Florencia, Italia.

### Características
Aunque le habían enviado fotografías de polinesios para que Gould pudiera conseguir un parecido apropiado, pareció ignorarlas. Se adoptó una nariz romana y características más europeas. Lo más probable es que esto se deba al hecho de que Gould estaba en Italia estudiando escultura romana. La postura de un general romano con gestos en la mano, lanza y capa también son apropiaciones romanas. El cinturón o fajín en la cintura de la estatua es una representación simbólica de la Faja Sagrada de Liloa. En 1880, la escultura inicial fue enviada a París, Francia, para ser fundida en bronce.

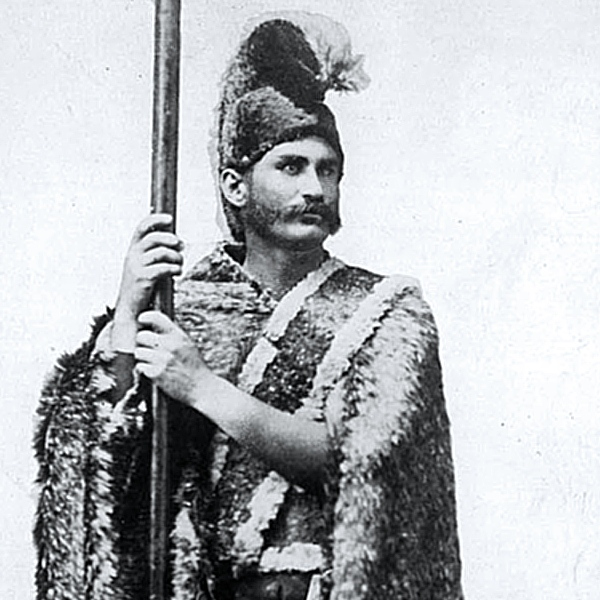
John Tamatoa Baker modelando como Kamehameha I

Sin embargo, los historiadores han notado que a partir de las fotografías que se enviaron a Gould, ciertos rasgos de las estatuas fueron influenciados por los hermanos hawaianos John Tamatoa Baker y Robert Hoapili Baker. Sobreviven dos fotografías del primero, una en su forma original y otra en la forma compuesta con las piernas desnudas de un pescador hawaiano.
Durante ese tiempo, David Kalākaua se convirtió en rey y estaba completando el Palacio 'Iolani, que era su tributo al rey Kamehameha I y el destino de la estatua. La estatua llegó demasiado tarde para el centenario, pero en 1883, la obra se colocó a bordo de un barco y se dirigió a Hawái. Cerca de las Islas Malvinas, el barco naufragó y se pensó que la estatua se había perdido. Sin embargo, los hawaianos habían asegurado la estatua por 12,000 $ y rápidamente se hizo una réplica.

### Réplica
Antes de que se pudiera enviar la segunda estatua, algunos habitantes de las Islas Malvinas recuperaron la original. Se la vendieron al capitán del barco naufragado por 500 $, y este se la vendió a Gibson por 875 $, por lo que actualmente Hawái cuenta con dos estatuas. La original se encuentra cerca del lugar de nacimiento del legendario rey en Kapaau, Kohala. La segunda se ubica frente al Aliiolani Hale.

## Otras réplicas

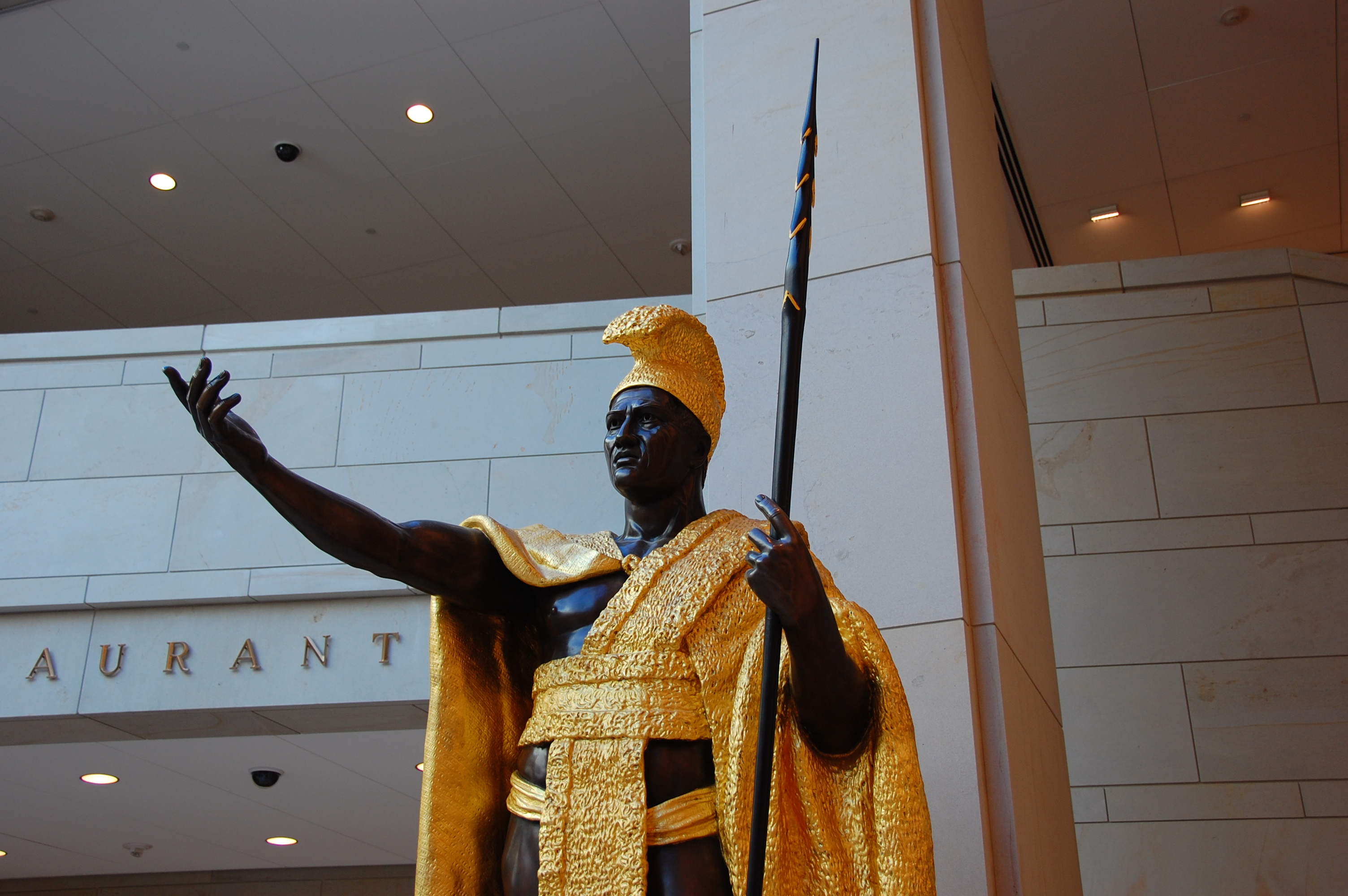
Estatua ubicada en Washington D. C.

Se encargó una tercera réplica cuando Hawái alcanzó la condición de estado y se dio a conocer en 1969. Se encontraba en el Capitolio de los Estados Unidos y era la estatua más pesada del Statuary Hall. En 2008, poco después de que Barack Obama, nacido en Hawái, fuera nominado como candidato del Partido Demócrata a la presidencia, la estatua se trasladó de una fila trasera oscura de la sala a una posición destacada en Emancipation Hall, en el centro de visitantes del Capitolio.

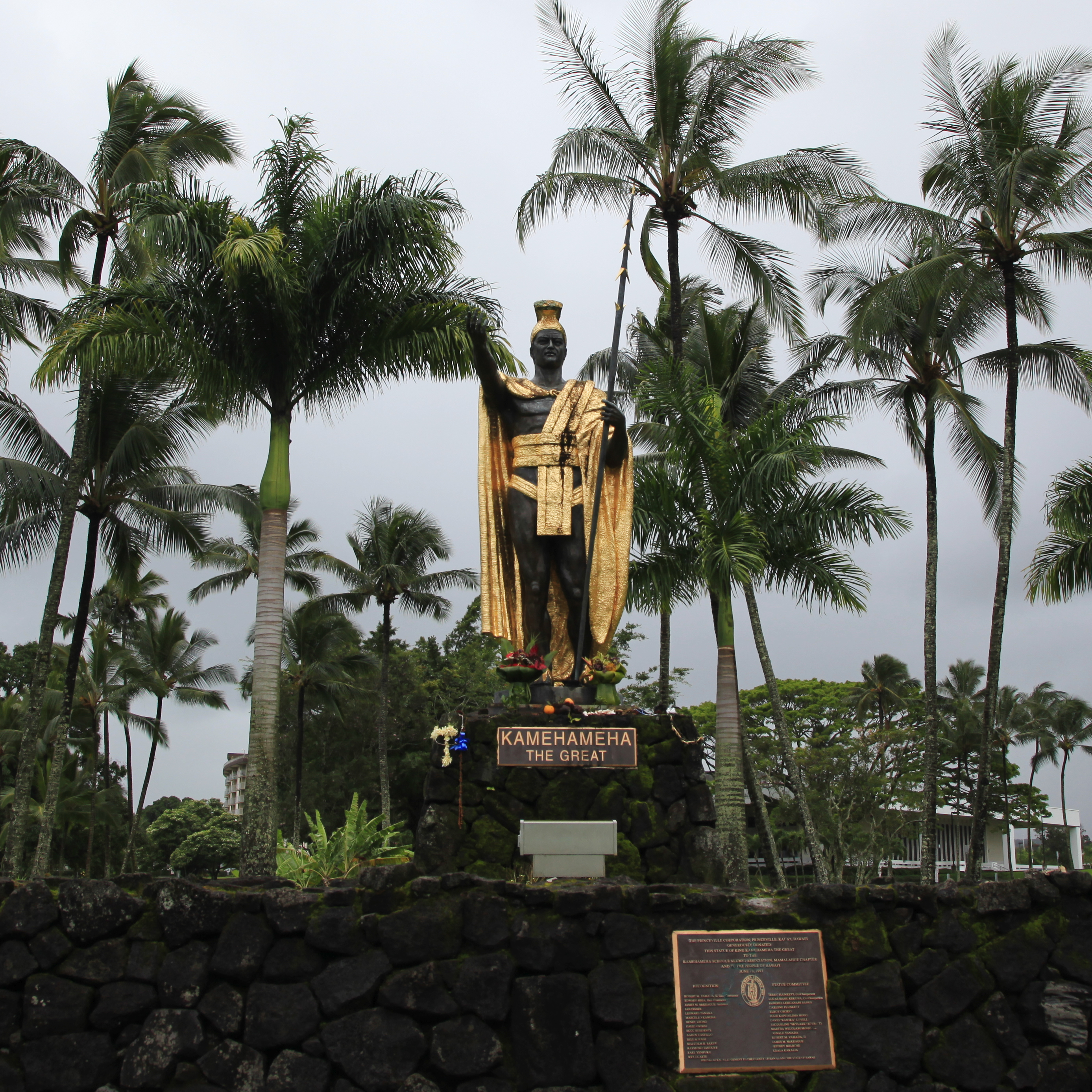
Estatua del rey en Hilo

Otro trabajo se encuentra en la isla de Hawái, erigida en la ciudad de Hilo. Fue esculpida por R. Sandrin en 1963, pero no fue emplazada hasta junio de 1997. La estatua fue originalmente comisionada por 125,000 $ por Princeville Corporation, pero finalmente fue donada a la ciudad.
El Grand Wailea Resort Hotel & Spa, en Maui, tiene una quinta estatua de Kamehameha. El artista, autor e historiador hawaiano Herb Kawainui Kane creó la obra de casi tres metros, que preside la entrada del hotel. Se considera una representación más realista del monarca.

## Día de Kamehameha I

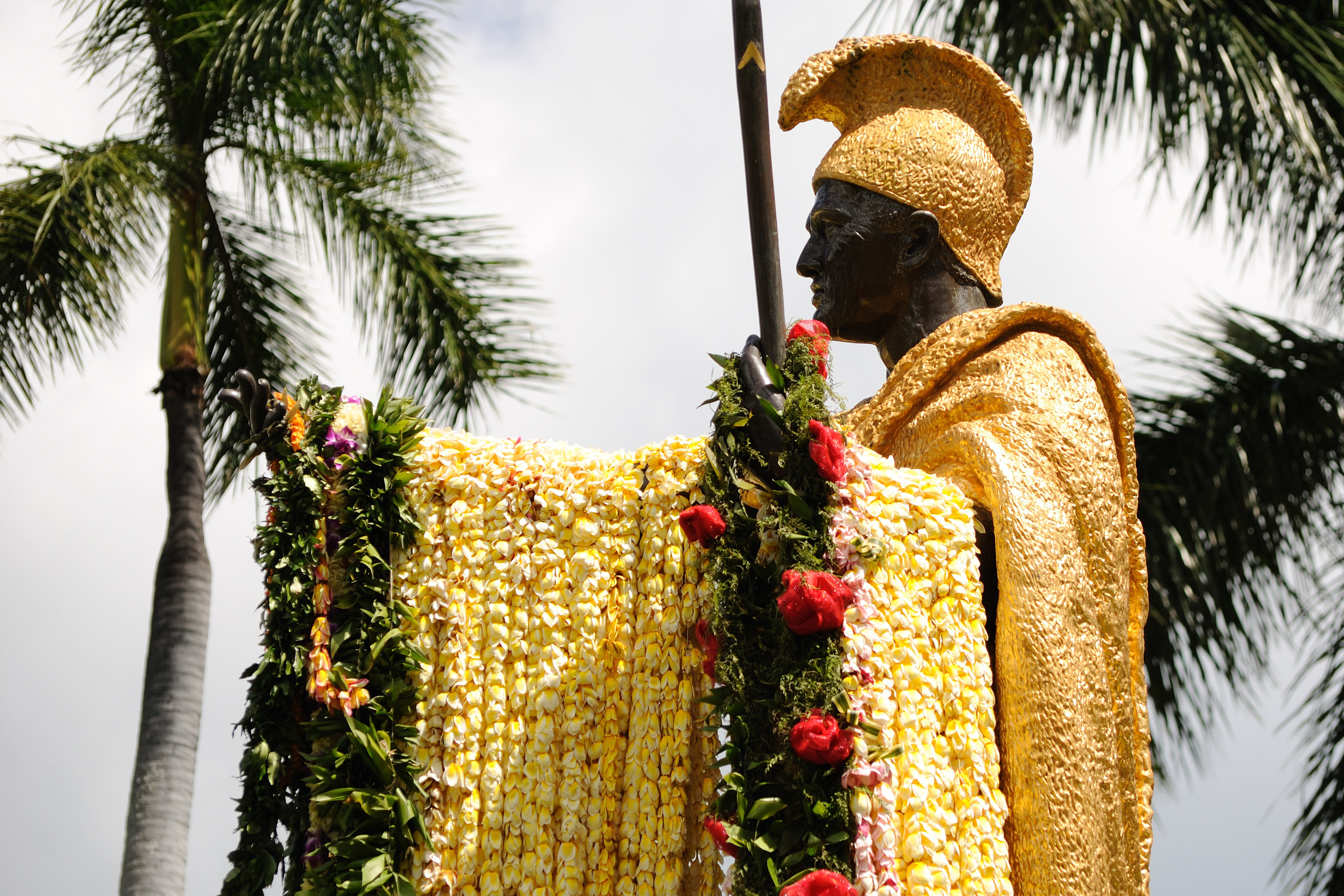
Estatua decorada por motivo del día de Kamehameha I

Cada año, cerca del festivo del día de Kamehameha I del 11 de junio, las estatuas del rey se cubren ceremoniosamente con lei frescos hechos en Hawái. El evento se celebra en el Capitolio de los Estados Unidos con representaciones tradicionales de hula.